# Johann George Siegmund von Rephun
Johann George Siegmund von Rephun († 9. September 1788 in Wiederau) war ein kursächsischer Oberamtsrat im Markgraftum Niederlausitz und Amtshauptmann des Kurkreises sowie Erb-, Lehn- und Gerichtsherr auf Wiederau im Amt Liebenwerda.

## Leben
Er war der Sohn von Johann Siegmund von Rephun, Erbherr auf Wiederau und Sandbury, hochfürstlich-anhaltischer Geheimer Rat und Kammerpräsident, dessen Lehnserbe er 1771 eintrat.
Johann George Siegmund von Rephun hinterließ zwei minderjährige Kinder, den Sohn Ludwig Wilhelm Siegmund von Rephun (* 1784) und die Tochter Henriette Louise Friedericke (* 1780) sowie die Witwe Maria Dorothea von Rephun. Aufgrund der Unmündigkeit seiner beiden Kinder gab es einen längeren Prozess um die Regulierung seines Nachlasses.